# На горі (видавництво)
На горі — українське видавництво, засноване в Німеччині 1955  Ігорем Костецьким і його дружиною Елізабет Коттмаєр.

## Короткий опис
Видавництво «На горі» почало публікувати книжки з 1955 й діяло до кінця 70-х років. Першою книгою видавництва була збірка поезій Томаса Стернза Еліота в перекладі Ігоря Костецького. Видавництво мало осідок спершу в Новому Ульмі, згодом в Мюнхені, а в 1970-х роках — у Штуттгарті. Деякі видання вирізняються високою поліграфічною якістю. Середній наклад книжок становив від 200 до 700 примірників. Серед авторів та перекладачів видавництва були Олег Зуєвський, Зенон Тарнавський, Василь Барка, Тодось Осьмачка, Віра Вовк, Богдан Бойчук, Вадим Лесич, Марта Калитовська, Зіновій Бережан (псевдонім Зіновія Штокалка) і, звичайно, сам Ігор Костецький.
Обкладинки книжок видавництва оформляли Яків Гніздовський, Б. Доманик, Р. Лісовський, З. Лісовська-Нижанківська, Г. Мазепа-Коваль та ін.
Загалом видавництво опублікувало понад 35 назв книжок, деякі проекти залишилися нереалізованими. Так, за даними Соломії Павличко, Ігор Костецький планував зокрема переклад трактату єврейського середньовічного мислителя Мойсея Маймоніда «Поводир заблукалих» та видання праці філософа Мартіна Бубера «Путь» (хасидське вчення).
У Німецькій національній бібліотеці зберігається 28 назв видавництва «На горі». 6 назв значаться у каталозі Державної бібліотеки в Берліні. 
Майже всі видання видавництва «На горі» мав у своїй бібліотеці поет і перекладач Олег Зуєвський, який тісно співпрацював з Ігорем Костецьким в багатьох проектах видавництва. Особиста бібліотека Олега Зуєвського (більше 4000 томів, в тому числі всі видання «На горі») подарована його донькою Тамарою науковій бібліотеці Національного університету «Києво-Могилянська академія».

## Програма видавництва
Видавництво «На горі» спеціалізувалося на виданні перекладної літератури українською мовою та української поезії. 
Мало декілька книжкових серій: «Світовий театр», «Серія для аматорів», «Серія для всіх», «Серія поетична листівка».

### Найважливіші видання
- Жан Ануй. Антигона. Вступна стаття і переклад і Васильківської (1962) — 64 с.
- Василь Барка: Трояндовий роман, паралельний переклад німецькою Елізабет Котмаєр (Мангайм, 1956). Книжка вийшла накладом 500 примірників у видавництві Kessler Verlag, 50 одиниць з яких позначено маркою «Видання на горі».
- Зіновій Бережан[3]: На окраїнах ночі: вибрані тексти. Упорядкували Ігор Костецький та Богдан Бойчук, обкладинка, титул — Любослав Гуцуляк (Штуттгарт, Нью-Йорк, 1977) — 236 с.
- Жорж Бернанос: Діялоги кармеліток. У перекладі Зенона Тарнавського (Мюнхен, 1966).
- Шарль Бодлер: Шість віршів з Квітів зла. У перекладі Ігоря Костецького (Штуттгарт, 1979) — 7 с.
- Оскар Вайльд: Саломея. Переклав Богдан Лепкий; Редакція перекладу і вступна стаття Ігоря Костецького. Новий Ульм: видання "На горі", 1957.
- Поль Верлен: П'ять віршів. У перекладі Ігоря Костецького (Штуттгарт, 1979) — 7 с.
- Віра Вовк. Любовні листи княжни Вероніки до Кардинала Джованнібаттісти (Мюнхен, 1967) — 55 с.
- Віра Вовк. Чорні акації (Ріо-де-Жанейро-Мюнхен, 1961) - 62 с.
- Віра Вовк. Вітражі (Ріо-де-Жанейро-Мюнхен, 1961) - 48 с.
- Єжи Гординський, Облудне коло: Вибір в українських перекладах / Є. Гординський; Пер. з пол. Г. Кочур, І. Костецький. — Штутгарт, 1978.  — 19 с.
- Вибраний Стефан Ґеорґе. 2 томи — Том 1: Українські переклади, Том 2: Інші слов'янські переклади, примітки, додатки, документація. Вступна стаття Ігоря Костецького (бл. 200 с.), переклад І. Костецького, О. Зуєвського, М. Ореста, В. Барки, В. Вовк, М.  (Штуттгарт, 1971, 1973)
- Вибрані Улер та Іван Ґолль, за редакцією і в перекладах Е. Котмаєр та І. Костецького (Мюнхен, 1960)
- Данте: Божественна комедія. У перекладі Василя Барки (Штуттгарт, 1978) — 32 с.
- Томас Стернз Еліот: Вбивство у соборі, переклад Зенона Тарнавського. Спустошена замля, переклад Ігоря Костецького  (Мюнхен, 1963)
- Вибраний Казимир Едшмід: зредагував Ігор Костецький (1960) — 135 с.
- Олег Зуєвський: Під знаком фенікса (Мюнхен, 1958) — 113 с.
- Папа, який здобув серце світу: енцикліки Йоанна XXIII і монтаж матеріалів про його життя та діяльність. Підготовано працівниками журналу "Україна і світ" за редакцією Іллі Сапіги (Мюнхен, 1966) — 91 с.
- Марта Калитовська: Рими і нерими (Мюнхен, 1959)
- Поль Клодель. Благовість Марії. У перекладі М. Калитовської (1962).
- Ігор Костецький: Збірник, присвячений 50-річчю з дня народження письменника (Мюнхен, 1964) — 248 с.
- Ігор Костецький: Театр перед твоїм порогом (Мюнхен, 1963) — 254 с.
- Вадим Лесич: Крейдяне коло (Мюнхен, 1960)
- Станіслав Єжи Лец: Нові незачісані думки (Мюнхен, 1965)
- Вибраний Гарсія Лорка: поезії, проза, драма (1958) — 131 с.
- Дійство про кожного: мораліте. У перекладі Зенона Тарнавського (Мюнхен, 1964)
- Новаліс: Пісні Гільдебрандта, Гімни до ночі (не раніше 1962)
- Вибраний Езра Павнд: поезія, есей, канто, переклад, статті та загальна редакція Ігоря Костецького (Мюнхен, 1960) — 343 с.
- Лу Сінь: Достеменна історія А-К'ю (Lu Xun) (Мюнхен, 1963) — 63 с.
- Сто поетів — сто пісень. Хіяку нін ішшу: збірник давньої японської поезії, укладеної двірським поетом Садаїе Фудзіварою у 1235 році. Переклад, вступ, примітки Ігоря Шанковського (Мюнхен, 1964)
- Хуан Рамон Хіменес: Платеро і я (Штуттгарт, переклад Б. Бойчука та В. Бургардта Нью-Йорк, 1968) — 143 с.
- Вільям Шекспір: Король Лір, переклад В. Барки (Штуттгарт, Нью-Йорк, Оттава, 1969) — 300 с.
- Вільям Шекспір: Трагедія Макбета. Король Генрі IV, переклад Тодося Осьмачки, редакція і вступна стаття Ігоря Костецького (1961) — 466 с.
- Вільям Шекспір: Презнаменита й прежалісна трагедія Ромео та Джульєтти. По українському перекладена, переклав Ігор Костецький (1957)
- Вільям Шекспір: Шекспірові сонети, передмова, вступна стаття, переклад Ігоря Костецького (1958) — 254 с.